# Rosa Victòria Gras i Perfontan
Rosa Victòria Gras i Perfontan   (Vallgorguina, 1933 - Vallgorguina, 27 de març de 2025) va ser una dramaturga, guionista i pedagoga teatral catalana.
Doctorada en filologia catalana, va ser professora de dicció a l'Institut del Teatre de Barcelona, feina que compaginava amb la dramatúrgia. El 1981 va guanyar el primer premi Lisístrata al Festival de Teatre de Sitges amb l'obra El crit dins d'una capsa de cotó, i el primer premi Cassandra, el 1987, amb La vigília. Entre les seves obres hom destaca La nit de les dues llunes (1990), Balneari celeste (1996) i El contraverí (1998), un recull de cinc peces de teatre històric.
Va dirigir el primer programa de català a televisió, Català amb nosaltres, a partir del 1977 i posteriorment Lliçons de català, emès des de l'any 1980, tots dos a TVE Catalunya. El darrer va rebre el premi Òmnium de Televisió l'any següent.
També va escriure amb Marta Pessarrodona el programa Retrat de dona a TVE Catalunya, una sèrie biogràfica sobre dones destacades en medicina, televisió, teologia, empresa, política o ramaderia. Es va emetre entre 1982 i 1983.
En el seu vessant de pedagoga, va publicar el manual L'actor i la dicció (1997).